# Braunsbedra
Braunsbedra är en tysk stad i distriktet Saalekreis i förbundslandet Sachsen-Anhalt. Förutom staden ingår fyra mindre orter i kommunen.
Stadens ekonomi dominerades länge av stora dagbrott i närheten. Där grävdes efter brunkol. Dagbrotten är idag fyllda med vatten och bildar fyra större insjöar.
Orterna Braunsdorf och Breda nämns redan under senare 800-talet i urkunder. Breda tillhörde länge olika adelsätter, först ätten Knuth (1260-1321) som byggde ett slott, sedan Schenk von Vargula, sedan von Bünau, sedan von Bose, sedan von Taubenheim, sedan von Brühl, och fram till 1945 von Helldorff. Redan 1943 förenades Braunsdorf och Breda.
Kring byn Rossbach ägde 1757 Slaget vid Rossbach rum.

## Bilder

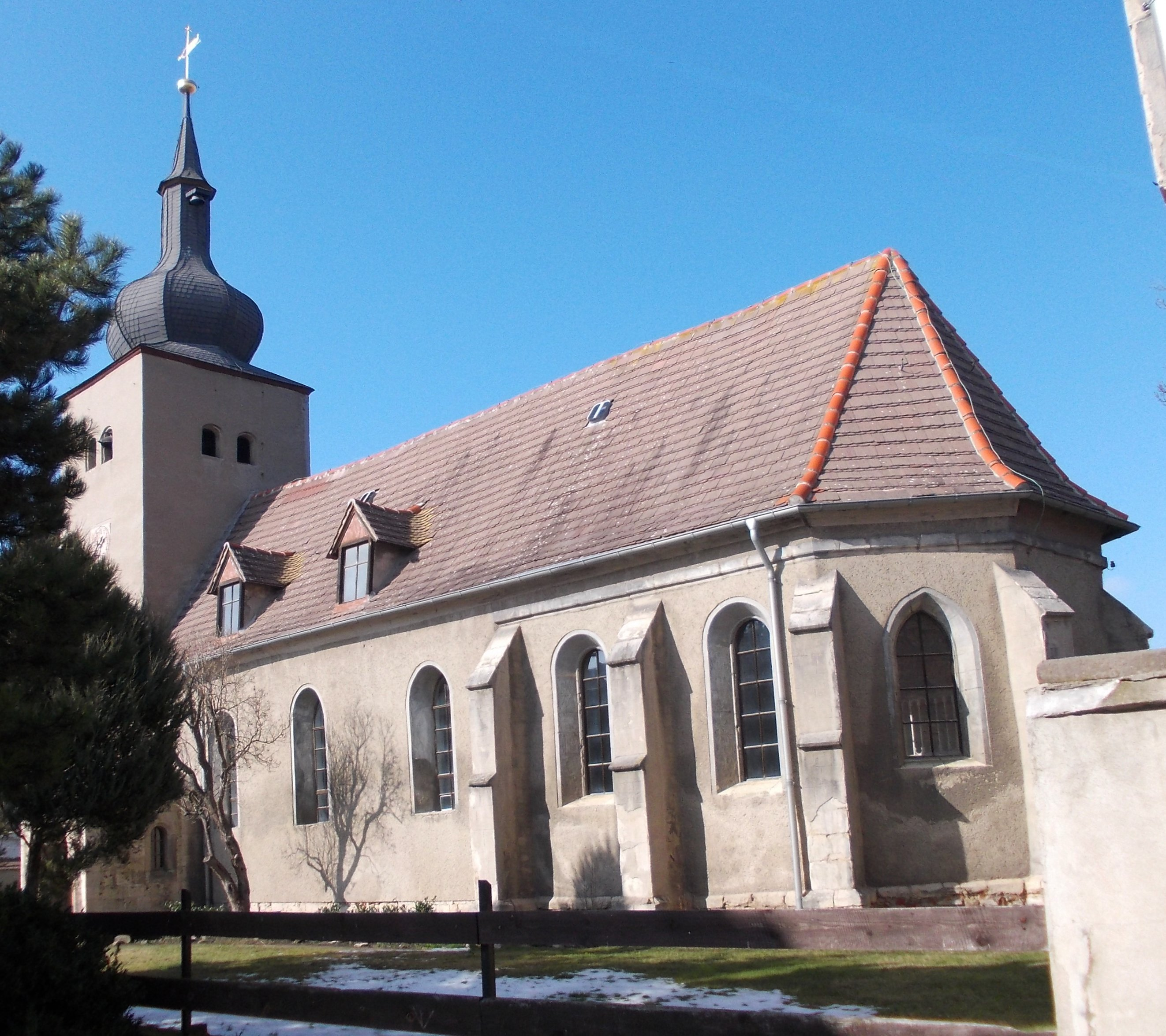
Kyrka i Breda
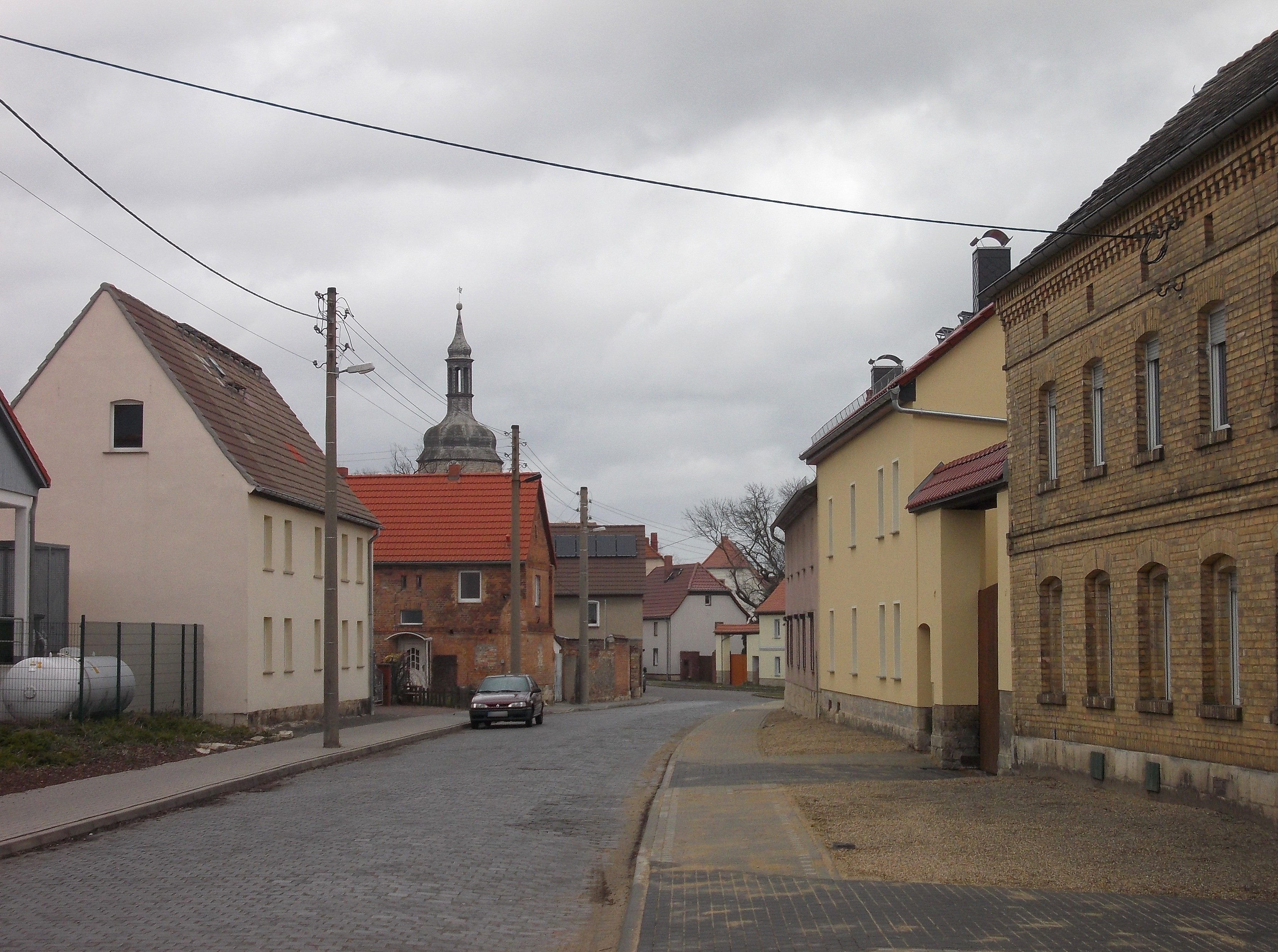
Gata i Braunsdorf
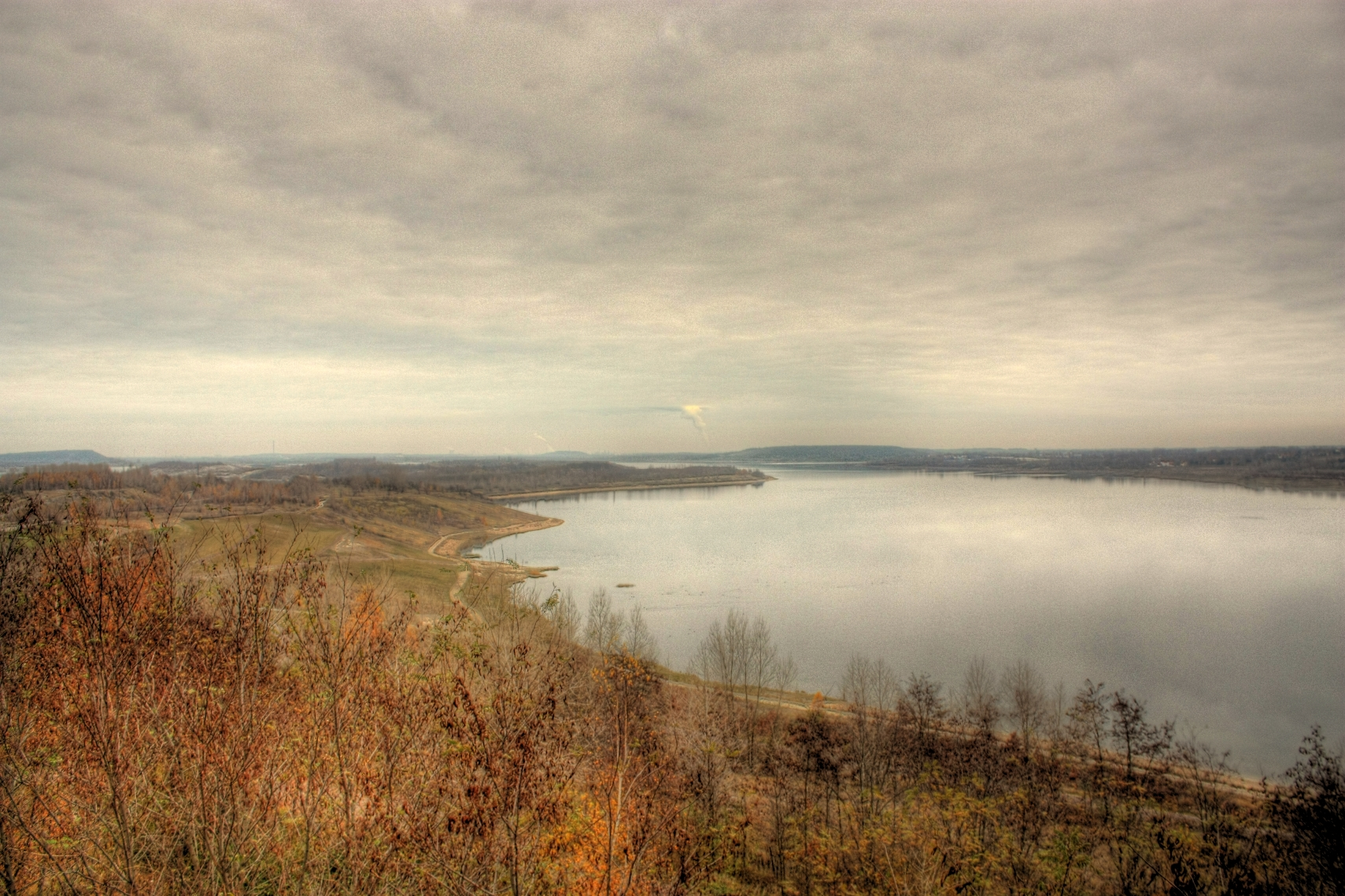
Geiseltalsee